# Schlacht in den Dünen
Les Avins – Löwen – Tornavento – Guetaria – Fontarrabie – Corbie – Diedenhofen 1639 – Turin – Arras 1640 – Aire-sur-la-Lys – La Marfée – Honnecourt – Barcelona – Cartagena – Diedenhofen 1643 – Rocroi – Orbetello – Fort Mardyck – Dünkirchen – Rethel – Bordeaux – Lens – Arras 1654 – Valenciennes – Dünenschlacht
Die Schlacht in den Dünen vom 4. Junijul. / 14. Juni 1658greg. war eine Schlacht zwischen einem französischen Heer mit dessen republikanisch-englischen Truppen einerseits und einem spanischen Heer und dessen royalistisch-englischem Hilfskontingent andererseits, während des Französisch-Spanischen Krieges (1635–1659) bzw. des Englisch-Spanischen Krieges (1655–1660). Sie endete mit einem entscheidenden französischen Sieg, unter dessen Eindruck Friedensverhandlungen eingeleitet wurden, welche schließlich zum Abschluss des Pyrenäenfriedens führten.

## Vorgeschichte
Ausgangspunkt der Schlacht war die Belagerung der Stadt Dünkirchen durch 20.000 französische und 6000 englische Soldaten im Mai 1658. Eine spanische Armee wurde entsandt, um die belagerte Stadt zu entsetzen.
Die spanische Armee von etwa 15.000 Mann war in zwei Korps aufgeteilt, das spanische Flandernkorps auf der rechten Seite und ein kleines Korps französischer Rebellen aus der Fronde auf der linken Seite, die unter dem Kommando von Louis II. de Bourbon standen. Das spanische Korps beinhaltete außerdem noch etwa 3.000 englisch-irische königstreue Soldaten, die als Grundstock einer noch aufzustellenden Armee dienen sollten, um England angreifen zu können.
Mit dieser Armee sollte Karl II. wieder als König eingesetzt werden. Geführt wurde diese englische Truppe von James, Herzog von York, dem späteren König Jakob II. von England, einem Bruder Karls II.

## Verlauf
Turenne ließ einige Soldaten zurück, die die Belagerung von Dünkirchen fortsetzten und zog mit dem Rest seiner Armee den Spaniern entgegen. Am 14. Juni 1658 trafen beide Armeen aufeinander. Die Schlacht dauerte etwa zwei Stunden und endete mit einem Rückzug der spanischen Truppen.
Das Kontingent englischer Truppen, die sogenannten Rotröcke von Cromwells New Model Army zeichneten sich während der Schlacht durch ihren starken Angriffswillen aus, der sich u. a. darin zeigte, dass sie immer wieder eine stark befestigte 50 m hohe Düne angriffen, bis sie die Position erobert hatten. Kommandant der englischen Truppen war William Lockhart, Cromwells Botschafter in Paris.
Die spanischen Verluste betrugen etwa 6.000 Soldaten (getötet, verwundet oder gefangen genommen), während ihr Gegner etwa 500 Mann verloren hatte.
Das französische Rebellenkorps auf der linken spanischen Seite konnte sich geordnet zurückziehen.
Auch die königstreuen Engländer auf spanischer Seite konnten das Schlachtfeld einigermaßen unbeschadet verlassen, da die englischen Truppen auf französischer Seite sich mit ihnen verständigten, kein englisches Blut auf fremden Schlachtfeldern mehr zu vergießen.

## Folgen
Durch diese Niederlage war das Schicksal der Stadt Dünkirchen besiegelt, und sie ergab sich den französischen Truppen am 14. Juni. Kardinal Mazarin übergab die Stadt vertragsgemäß an die Engländer.
Wie schriftlich im Vertrag vereinbart, sollte die Stadt sofort an die Engländer übergeben werden. Doch Mazarin hatte Anweisungen an Marschall Turenne gegeben, diese Übergabe so lange wie möglich hinauszuzögern. Noch am Tag der Vereinigung der englischen und französischen Truppen hatte Cromwell Botschafter Bordeaux zu sich rufen lassen und ihm eine Abschrift des Befehls Mazarins gezeigt (ein Sekretär Mazarins hatte Cromwell unterrichtet). Er forderte, dass die Übergabe der Stadt binnen einer Stunde nach ihrer Einnahme zu geschehen habe. Mazarin entsandte sofort den Herzog von Créquy, um die Glückwünsche Ludwigs XIV. zu überbringen.